# Hiob (dramat)
Hiob – dramat Karola Wojtyły z roku 1940, wzorowany na starotestamentowej Księdze Hioba. W utworze rozbudowana jest czasoprzestrzeń: przeplata się starożytność, czas ewangeliczny oraz okres II wojny światowej. Dramat próbuje przybliżyć zagadnienie cierpienia, wolnej woli człowieka oraz roli Boga w kontekście okrucieństwa wojny. 
Rzecz dzieje się za dni dzisiejszych czasu hiobowego – Polski i świata.
„Dramat młodego Wojtyły jest próbą zgłębienia misterium cierpienia, uwieńczoną „romantycznym” widzeniem Hioba, który na dnie swojej nędzy i ogołocenia ogląda nagle Chrystusa, poznaje wyzwalający sens Jego krzyża, odkrywa sens ofiary”.
Autor dramatu wiernie odwzorował historię cierpiętnika ze Starego Testamentu, dodając kilka „własnych” elementów. W utworze pojawia się chór (choreuty), prolog, epilog – zaczerpnięte z tradycji dramatu antycznego. Zmienia się zakończenie, występuje postać Syna Człowieczego, o którym nie ma mowy w Starym Testamencie. 
5 października 2019 r. w  Muzeum Domu Rodzinnego Ojca Świętego Jana Pawła II w Wadowicach miała miejsce najnowsza teatralna premiera Hioba w reżyserii Andrzeja Marii Marczewskiego.